# دوري المؤسسات - بغداد 1953–54
دوري الاتحاد العراقي الدرجة الأولى لمنطقة بغداد 1953–54 هو الموسم السادس من دوري المؤسسات في بغداد. توج الحرس الملكي بلقب الدوري للمرة الخامسة على التوالي.
أقيمت إحدى مباريات البطولة في يناير 1954، عندما فاز فريق المعسكر المدني (CC) من الحبانية على فريق السكك الحديد 2-1 على ملعب الكشافة وسجلها عمو بابا ويورا ايشايا.
ثم لعب فريق المعسكر المدني (CC) ضد القوة الجوية الملكية في الشهر التالي على نفس الملعب. سجل عمو بابا الهدف الأول لفريق المعسكر المدني (CC) في الدقيقة الرابعة قبل أن يسجل القوة الجوية الملكية الأهداف الثلاثة التالية عن طريق رحومي جاسم (الدقيقة التاسعة) ورشيد جدية وطه (الدقيقة 20). سجل جميل جوهر لفريق المعسكر المدني (CC) قبل أن يسجل عمو بابا في الدقيقة 75 وسجل هدفه الثالث بعد فترة وجيزة ليفوز بالمباراة 4-3 لفريق المعسكر المدني (CC).